# Station Bourg-Saint-Andéol
Station Bourg-Saint-Andéol is een spoorwegstation in de Franse gemeente Bourg-Saint-Andéol.